# Yakovlev Yak-44
O Yakovlev Yak-44 foi uma aeronave militar soviética do tipo AWACS. Muito semelhante ao Grumman E-2 da Marinha Americana, foi concebido para operar no superporta-aviões soviético da classe Ulyanovsk. Embora um modelo tenha sido construído, o projeto foi abandonado pela Marinha Russa em 1993.